# Actio in personam
Die actio in personam war ein Iudex ad quem des römischen Rechts.
Mit der actio in personam wurde ein relatives Recht (Anspruch) verfolgt (obligatio). Zumeist handelte es sich um obligatorische Forderungen in Form von Leistungsklagen. Die „Obligation“ konnte neben dem Vertragsrecht aus einer Geschäfts- und Garantenhaftung resultieren, ebenso aus einer Deliktshaftung.
Die prätorische Legisaktion grenzte sich gegenüber Rechtsansprüchen aus absoluten Rechten – wie das Eigentum – ab, welches über die actio in rem verfolgt wurde. Die Eröffnung des Verfahrens konnte nach dem Zwölftafelgesetz mit der Zwangsvorführung des Verpflichteten vor den Prätor durch den Klagenden herbeigeführt werden, wenn der Beklagte schuldhaft der vorausgegangenen Ladung vor Gericht (in ius vocatio) nicht gefolgt war.